# Xavier Lesage
François Xavier Edmond Marie Lesage (Moret-sur-Loing, 25 ottobre 1885 – Gisors, 3 agosto 1968) è stato un cavaliere francese.
Ai Giochi olimpici di Parigi 1924 vinse sul cavallo Plumard la medaglia di bronzo nel dressage individuale; otto anni, dopo, a Los Angeles 1932, conquistò, col cavallo Taine, la medaglia d'oro nel dressage, sia individuale, sia a squadre.

## Partecipazioni olimpiche
1. Giochi della VIII Olimpiade
2. Giochi della X Olimpiade

## Palmarès
- Oro a Los Angeles 1932 (dressage individuale)
- Oro a Los Angeles 1932 (dressage a squadre)
- Bronzo a Parigi 1924 (dressage individuale)